# Административный адрес в России
Администрати́вный а́дрес — юридический термин (словосочетание) не определённый в законодательстве Российской Федерации, как и термин Юридический адрес.
Административный адрес — форма регистрации местонахождения юридических лиц, не требующая пребывания юридического лица по месту регистрации, соответствующая требованиям законодательства РФ. Вместо юридического лица по месту регистрации, прибывает квалифицированный представитель компании, а офис выполняет функцию места взаимодействия с внешними структурами.

## Причины возникновения «Административного адреса»
Адрес местонахождения исполнительного органа необходим для соответствия требованиям законодательства РФ. С момента опубликования Закона о достоверности реестров, ведётся процедура отслеживания юридических адресов.
Несовпадение юридического адреса и фактического адреса является предоставлением недостоверных данных, за что предусмотрена административная ответственность, в соответствии с п. 1 статьи 25 Закона № 129-ФЗ, а также ч. 4,5 ст.14.25 Кодекса РФ об административных правонарушениях.
Форма регистрации «Административный адрес» позволяет компании соблюдать требования законодательства и в то же время сотрудникам работать удалённо от офиса

## Административный адрес для налоговой, банков и других структур
«Административный адрес» позволяет контролирующим организациям находить местонахождение юридического лица. Все офисы, в которых проводится регистрация по форме «Административный адрес» не состоят в списках адресов массовой регистрации.